# Wildbachverbauung

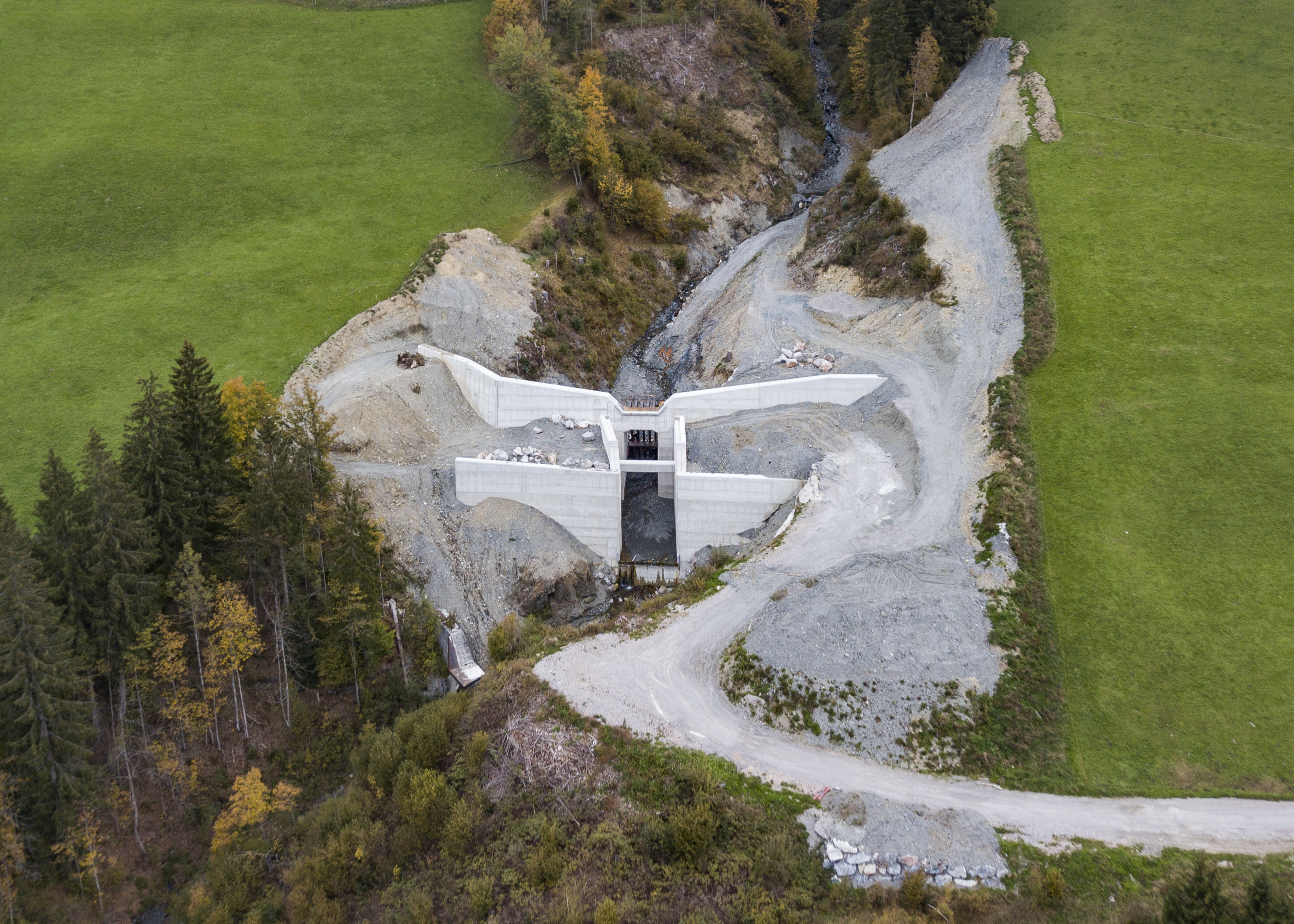
Murbrecher nahe Viehausen, Salzburg

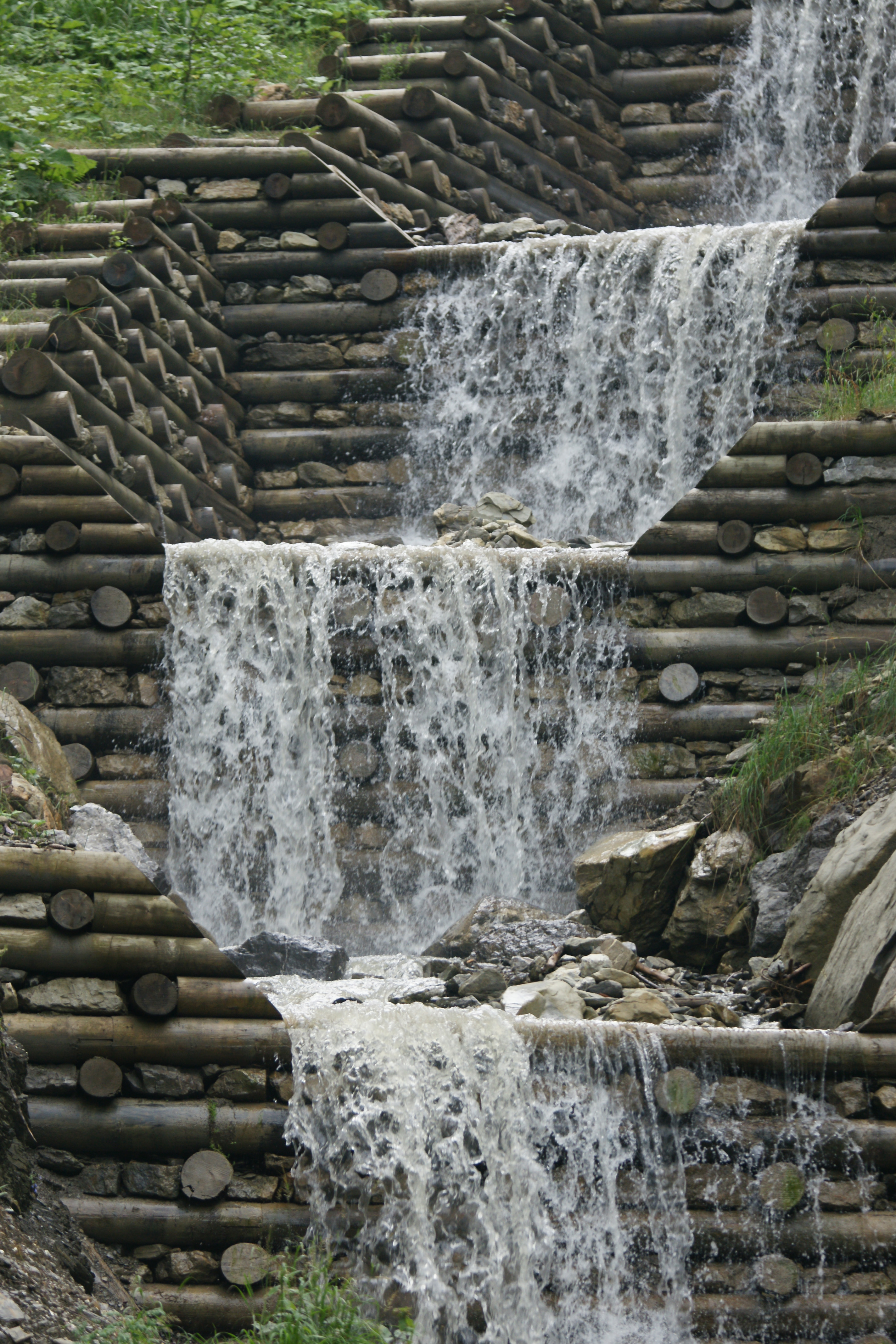
Dosiersperre im Emsbach-Briedler-Gebiet in Hohenems

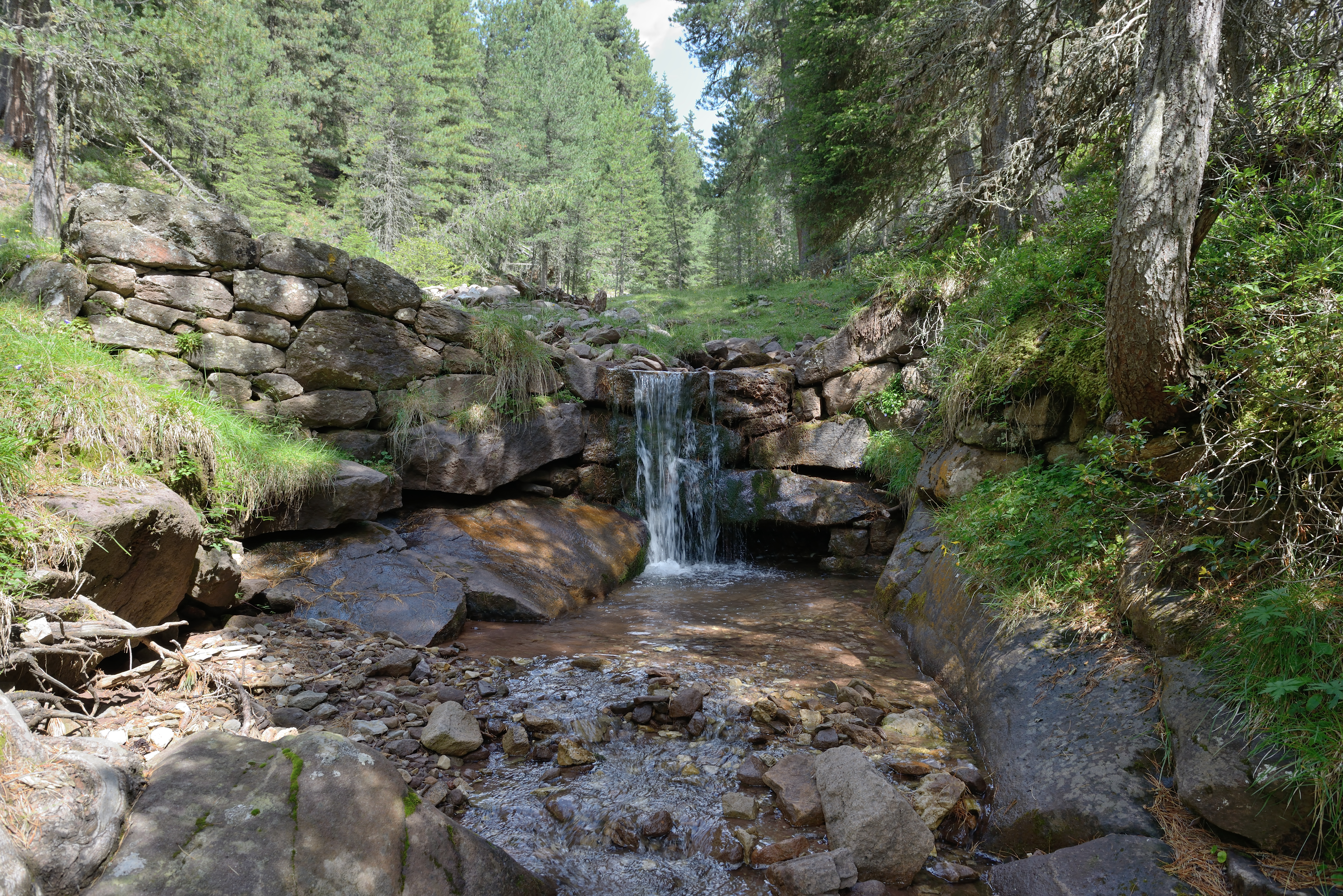
Verbauung des Wildbaches Grialëces durch Wehren aus Naturstein im 19. Jahrhundert

Als Wildbach- oder Wildwasserverbauungen werden bauliche Maßnahmen des Flussbaus bezeichnet, mit denen die durch Wildbäche hervorgerufenen Gefahren beseitigt oder wenigstens vermindert und kontrolliert werden sollen. Dabei werden mehrere Maßnahmen kombiniert.

## Geschichte
Erstmals mit dem Problem der Wildbäche beschäftigte sich im Jahr 1808 Johann Georg von Aretin, damals bayerischer Straßen- und Wasserbauinspektor in Tirol; er veröffentlichte seine Überlegungen im Werk Ueber Bergfälle und die Mittel, denselben vorzubeugen oder wenigstens ihre Schädlichkeit zu vermindern. 1826 folgte, ebenfalls in Tirol, Josef Duile dessen Buch Über Verbauung der Wildbäche in Gebirgsländern auch bereits konkrete technische und biologische Verbauungmaßnahmen enthielt sowie detaillierte Konzepte zur Finanzierung von Verbauungsmaßnahmen.

## Maßnahmen

### Sammeltrichter
Im Sammeltrichter (Wassereinzugsgebiet) des Wildbachs hat sich eine gezielte Aufforstung bewährt, um der Erosion Einhalt zu gebieten. Durch die Baumwurzeln wird das Erdreich befestigt und das Wasser kann besser einsickern als auf Grasland.

### Abflussrinne
Korrekturmaßnahmen in der Abflussrinne zielen auf eine Verminderung der Fließgeschwindigkeit des Wassers mithilfe baulicher Maßnahmen. Durch Geröllsperren, Treppen, Sohlgurte/-schwellen und Dämme aus Holz und/oder Beton wird die Transportkapazität, aber auch die Tiefenerosion eingedämmt.

### Schwemmfächer
Korrekturen in Schwemmfächern dienen in erster Linie dem schnellen Ableiten von Wasser und Geschiebe. Wo die Raumverhältnisse es erlauben, werden am Anfang des Schwemmfächers Geschiebesammler gebaut, um das Wasser vom Geschiebe zu trennen und Schutt und Geröll zurückzuhalten. Der Geschiebesammler muss in der Folge regelmäßig ausgeräumt werden. Das Wasser wird durch einen möglichst geraden Kanal abgeleitet.
Da Schwemmfächer (oft gleichzeitig Mündung des Baches in einen See) heute zumeist besiedelt sind, muss zudem mit raumplanerischen Maßnahmen das Bauen in der unmittelbaren Gefahrenzone verhindert werden.

## Bekannte Wildbachverbauungen

### Deutschland
- Pöllat

### Österreich
- Schesatobel, Bürs

### Schweiz
- Gürbe (bei einem Hochwasser 1990 zerstört und in der Folge nach neuesten Kenntnissen neu gebaut)
- Küsnachter Dorfbach
- Gruonbach, Flüelen, Kanton Uri